# Меггі МакНіл
Меггі МакНіл, також Меґґі МакНіл (нід. Maggie MacNeal; ім'я при народженні — Сьоук'є Люсі ван 'т Спійкер (нід. Sjoukje Lucie van 't Spijker); нар. 5 травня 1950, Тілбург, Нідерланди) — нідерландська співачка. Була учасницею поп-дуету Mouth & MacNeal, який найбільш відомий своєю піснею «How Do You Do» у 1972 році, що отримала мільйоном доларів за продажі та очолила голландський чарт і увійшла до десятки хітів США у Billboard Hot 100, а також дует відомий тим, що зайняв 3-тє місце представляючи Нідерланди на пісенному конкурсі Євробачення 1974 з піснею «I See a Star», яка незабаром увійшла до десятки хітів Великої Британії у UK Singles Chart. У 1980 році вона повторно представляла Нідерланди на пісенному конкурсі Євробачення 1980, зайнявши п'яте місце з піснею «Amsterdam».

## Кар'єра

### Рання кар'єра
Народилася під ім'ям Сьюк'є Люсі ван 'т Спійкер, але змінила ім'я на Меггі МакНіл. У 1971 році вона підписала контракт із Decca Records і випустила свій дебютний сольний сингл – кавер-версію пісні «I Heard It Through the Grapevine» групи Gladys Knight & the Pips, що була спродюсована Хансом ван Гемертом, написана Норманом Вітфілдом і Барреттом Стронгом і популяризована співаком Марвіном Ґеєм.

### Mouth & MacNeal
У 1972 році вона об’єдналася з Віллемом Дуйном, також відомим як Big Mouth, щоб сформувати дует, що отримав назву Mouth & MacNeal. Вони стали відомими, записуючи міжнародні поп-хіти, такі як «How Do You Do» (1971) та «Hello-A» (1972). Дует взяв участь у пісенному конкурсі Євробачення 1974 від Нідерландів з піснею «I See a Star», зайнявши третє місце, поступившись Джильйолі Чинкветті з Італії та гурту ABBA зі Швеції. Загалом співачка пробула у Mouth & MacNeal з 1971 по 1974 рік.

### Подальша кар'єра

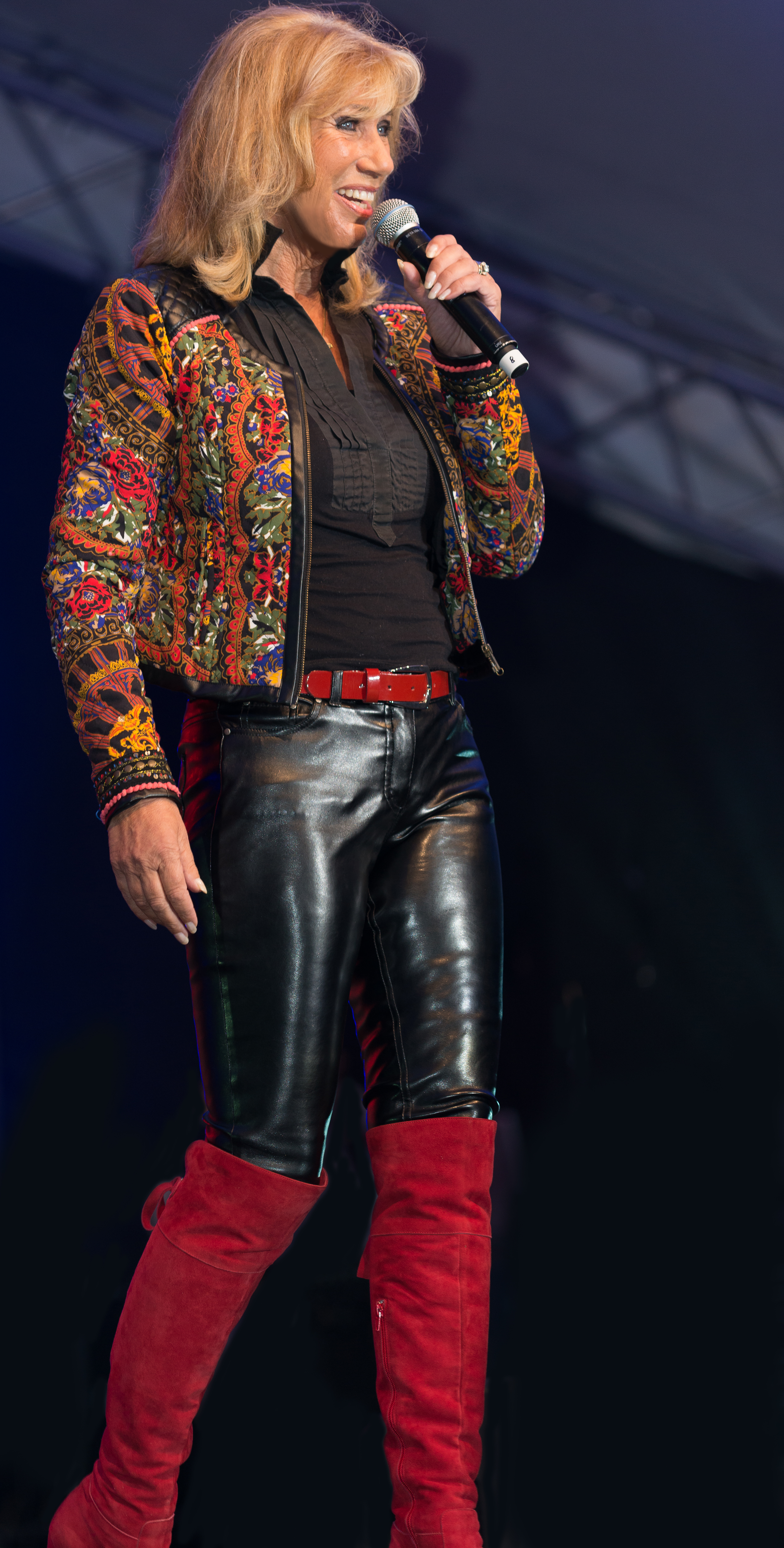
МакНіл на Stockholm Pride 2015

Після розпаду Mouth & MacNeal співачка створила власну групу в 1975 році разом зі своїм чоловіком Франсом Смітом (ударні), Адрі де Гонтом (гітара), Беном Вермюленом і Віл де Майєром (бас-гітара). У 1977 році до складу гурту додались нові учасники: Джонс Пістор, Лекс Болдердайк і Роберт Вервей (бас). Вона знову брала участь у пісенному конкурсі Євробачення 1980, де посіла 5 місце з піснею «Amsterdam».
МакНіл була однією з артистів, які записали пісню «Shalom from Holland» на знак солідарності з ізраїльським народом, якому загрожували ракети з Іраку під час війни в Перській затоці в 1991 році.
У 2000 році вона стала учасницею Dutch Divas разом з Маргою Булт та Сандрою Ремер.
У 2005 році Ремер покинула колектив і була замінена Юстиною Пелмелай, але вже у наступному році МакНіл та Булт залишилися в якості дуо.
Станом на 2024 рік МакНіл все ще гастролює.

## Дискографія

### Соло кар'єра

#### Сингли
| Назва                              | Назва                           | Рік  |
| Сторона А                          | Сторона Б                       | Рік  |
| ---------------------------------- | ------------------------------- | ---- |
| «I Heard It Through the Grapevine» | «Isolation»                     | 1971 |
| «Nothing else to do»               | «I don't lay my head down»      | 1975 |
| «When you're gone»                 | «Mother nature»                 | 1975 |
| «Terug naar de kust»               | «Life is going on»              | 1976 |
| «Love was in your eyes»            | «Dr. Brian»                     | 1976 |
| «Make the man love me»             | «The letter»                    | 1976 |
| «Blackbird»                        | «Make the man love me»          | 1976 |
| «Jij alleen»                       | «He never said his name»        | 1977 |
| «Fools together»                   | «Empty place, empty space»      | 1977 |
| «You and I»                        | «It hurts»                      | 1978 |
| «Ooh»                              | «Take it easy»                  | 1979 |
| «Nighttime»                        | «Take it easy»                  | 1979 |
| «Amsterdam»                        | «Take it easy»                  | 1980 |
| «Amsterdam»(версія нідерландською) | «Amsterdam»(версія англійською) | 1980 |
| «Amsterdam»(версія англійською)    | «Amsterdam»(версія французькою) | 1980 |
| «Why your lady says goodbye»       | «Sail around the world»         | 1980 |
| «Be my friend»                     | «Why your lady says goodbye»    | 1980 |
| «Be my lover tonight»              | «Together»                      | 1981 |
| «I've got you, you've got me»      | «Won't you tell me»             | 1983 |
| «Still can't believe it»           | «On the beat (instrumental)»    | 1983 |
| «You are my hope»                  | «Say hello again»               | 1985 |
| «Verloren tijd»                    | «Heel verliefd»                 | 1989 |
| «Papa is lief»                     | «Heel verliefd»                 | 1989 |
| «Terug naar de kust»               | «Heel gewoon»                   | 1990 |
| «Only love»                        | «A night in the city»           | 1997 |
| «Old friend»                       | «Live in my dreams»             | 1999 |

#### Лонг-плей
| Назва              | Рік  |
| ------------------ | ---- |
| «When you're gone» | 1976 |
| «Fools together»   | 1977 |
| «Nighttime»        | 1979 |
| «Amsterdam»        | 1980 |

### Mouth & MacNeal

#### Альбоми
| Назва                          | Рік  |
| ------------------------------ | ---- |
| Mouth & MacNeal                | 1971 |
| Hello and Thank You            | 1972 |
| Mouth & MacNeal II             | 1972 |
| Ik zee een ster (I See A Star) | 1974 |

#### Сингли
| Назва                                                         | Рік  |
| ------------------------------------------------------------- | ---- |
| «Hey, You Love»                                               | 1971 |
| «How Do You Do»                                               | 1971 |
| «Hello-A»                                                     | 1972 |
| «You-Kou-La-Le-Lou-Pi»                                        | 1972 |
| «Bat-Te-Ring-Ram»                                             | 1973 |
| «Medizinmann»(реліз тільки в Німеччині)                       | 1973 |
| «Minnie, Minnie»                                              | 1973 |
| «Do You Wanna Do It»                                          | 1973 |
| «Wie denn wo denn was denn»(реліз тільки в Німеччині)         | 1973 |
| «I See a Star»                                                | 1974 |
| «Ik zie een ster (I see a star)»                              | 1974 |
| «Ah! l'amore»                                                 | 1974 |
| «Ein gold'ner Stern (I see a star)»(реліз тільки в Німеччині) | 1974 |
| «We're Gonna Have a Party»                                    | 1974 |
| «L'amour au pas»(реліз тільки в Франції й Бельгії)            | 1974 |